# Mikhaïl Oulybine
Mikhaïl Vitalievitch Oulybine (en russe : Улыбин, Михаил Витальевич,  est un joueur d'échecs russe né le 31 mai 1971. Grand maître international depuis 1991, il a remporté l'open du festival d'échecs de Bienne en 2003 et 2007.
En juillet 2018, il est le 116e joueur russe avec un classement Elo de 2 512 points.

## Biographie et carrière
En 1988, Oulybine partagea la première place du championnat d'URSS junior avec Gata Kamsky (devant Chirov et Kramnik). En 1989, il finit troisième du championnat du monde d'échecs junior remporté par Joël Lautier, puis il remporta la médaille d'argent du championnat du monde junior en 1991 (victoire de Vladimir Akopian). En 1993, il finit premier du tournoi de Tcheliabinsk.
En 1994, il fit partie de l'équipe de Russie B qui remporta la médaille de bronze lors de l'Olympiade d'échecs de 1994. La même année, il finit deuxième du championnat de Russie d'échecs remporté par Peter Svidler.
Dans les années 2000, Oulybine remporta le masters d'échecs d'Abu Dhabi (en 2002), l'open de Bienne en 2003 et 2007.
En 2010, il gagne le tournoi de Zagreb.